# Осово (Колодезька сільська рада)
О́сово (біл. вёска Восава) — село в складі Червенського району Мінської області, Білорусь. Село підпорядковане Колодезькій сільській раді, розташоване в центральній частині області.